# Маллаев, Джафар Михайлович
Джафар Михайлович Маллаев (18 сентября 1949) — российский ученый-педагог, ректор Дагестанского государственного педагогического университета в 2007—2012 годах, член-корреспондент Российской академии образования.

## Биография
Джафар Маллаев родился 18 сентября 1949 года в селении Верхнее Казанище Республики Дагестан. По национальности — Кумык. В 1971 г. окончил факультет физического воспитания Дагестанского государственного педагогического института. С 1964 года занимается спортом, был чемпионом ДАССР и РСФСР по гандболу.
После окончания института работал тренером, ассистентом кафедры спортивных дисциплин ДГПИ.
С 1979 года — аспирант очной целевой трёхгодичной аспирантуры при Горьковском государственном педагогическом институте, председатель Совета аспирантов и молодых ученых. С 1981 года — аспирант лаборатории НИИ дефектологии Академии педагогических наук (АПН) СССР по специальности «специальная педагогика». В 1982 году защитил кандидатскую диссертацию в НИИ дефектологии АПН СССР. С ноября 1982 года — ассистент кафедры дошкольной педагогики и психологии факультета дошкольного воспитания ДГПИ. В 1983 году избран деканом факультета дошкольного воспитания.
С 1984 года член УМС по дошкольной педагогике МО РФ и член совета по дошкольному воспитанию Министерства просвещения СССР. С февраля 1986 года доцент кафедры дошкольной педагогики. В декабре 1989 года поступил в очную докторантуру НИИ дефектологии Академии педагогических наук СССР по специальности «специальная педагогика» (первый в истории НИИ дефектологии докторант очной трёхгодичной докторантуры).
В 1990—1991 г.г. тренировал параолимпийскую сборную СССР по голболу (командная спортивная игра с мячом для слепых и слабовидящих). Разработал нормативные требования для незрячих «Готов к труду и жизни».
В 1992 году состоялась защита докторской диссертации.
С 1993 года по настоящее время — зав. кафедрой коррекционной педагогики и специальной психологии Дагестанского государственного педагогического университета.
В 1994 году участвовал в разработке Европейского стандарта по специальному образованию (Нидерланды).
В 1994—2007 г.г. — декан факультета педагогики и психологии.
С 2007 по 2012 г.г. — ректор Дагестанского государственного педагогического университета.
Член-корреспондент Российской академии образования.

## Почетные звания
1. Заслуженный деятель науки Республики Дагестан (1997)
2. Почётный работник высшего профессионального образования РФ (1999)

## Научная деятельность
Впервые в дефектологии рассмотрел игру слепых с позиций деятельностного подхода и разработал теорию игровой деятельности в тифлопсихологии в своей докторской диссертации «Педагогические основы формирования игры слепых и слабовидящих детей как средства коррекции их нравственного и физического развития» (1993)
Значительно продвинул голбол как игру слепых в параолимпийском спорте. Автор первых правил в СССР по голболу.
Совместно с профессором П. О. Омаровой и Д.П Изиевой создал новое направление в тифлопсихологии — гендерную тифлопсихологию (2013).
Глава научной школы «Гуманизация общего и специального образования».
Автор и научный руководитель первой в истории Северо-Кавказского федерального округа магистерской программы (1996). Название программы — «Психолого-педагогическое сопровождение лиц с ограниченными возможностями здоровья». Первые выпускники программы (большинство из которых впоследствии защитили диссертации на соискание ученой степени кандидата наук) вошли в состав (наряду выпускниками аспирантуры) научной школы Д. М. Маллаева.
Руководитель первой в истории Северного Кавказа аспирантуры в области дефектологии (13.00.03 — коррекционная педагогика и 19.00.10 — коррекционная психология. Процент защит диссертаций — 100 %.
Председатель Диссертационного совета Д 212.051.04 на соискание ученой степени доктора и кандидата педагогических наук по специальностям: 13.00.01 — общая педагогика, история педагогики и образования; 13.00.08 — теория и методика профессионального образования при Дагестанском государственном педагогическом университете.
Председатель редакционной коллегии журнала «Известия Дагестанского государственного педагогического университета. Психолого-педагогические науки» (включённого в Перечень реферируемых журналов ВАК РФ)
Под его научным руководством школы № 13 г. Махачкалы и Атланаульская школа Буйнакского района, работающие по разработанной им концепции, выиграли гранты Президента Российской Федерации по 1 млн рублей по национальному проекту «Образование». По просьбе образовательных учреждений и общественных организаций Республики Дагестан и других регионов России проводит лекции для педагогов, реабилитационную работу с детьми-инвалидами, сиротами по приглашению социально-реабилитационных центров (г. Махачкала, г. Избербаш, г. Дербент, г. Буйнакск, Аксай, Вышний Волочек (Тверская обл.), организаций Всероссийского общества слепых и Всероссийского общества глухих. Участник и организатор многих Международных научно-практических конференций, конгрессов, симпозиумов и семинаров (Бельгия, Дания, Индия, Мальта, Нидерланды, Польша, Россия, США, Эстония, ЮАР).
Участник Международного симпозиума во Флориде США (1990 г.), 7-го Международного конгресса (Дания, 1991 г.), участник научного проекта «Европейский стандарт специального образования» (март-апрель 1994 года, Нидерланды), участник научного семинара при Амстердамском университете по педологии в 1996 году, международных конференций по образованию (Индия — 2000—2005 гг.), (Мальта, Германии, Эстония — 2006 г.), (Великобритания — 2007 г.).
Руководитель магистерских программ «Психолого-педагогическое сопровождение лиц с ограниченными возможностями здоровья» (самая первая в истории дефектологии России магистерская программа (1996 г.), действующая и в настоящее время) на базе Дагестанского государственного педагогического университета и «Клиническая логопедия» на базе Южного федерального университета.
Эксперт научно-технической сферы Минобрнауки РФ (зарегистрирован в Федеральном реестре экспертов научно-технической сферы ФГБНУ НИИ РИНКЦЭ № 08-06050).

## Научная школа
Основатель научной школы «Гуманизация общего и специального образования» в 1993 году.
За время работы научной школы под руководством доктора педагогических наук, профессора Д. М. Маллаева защищено около 80 кандидатских диссертаций по различным отраслям психолого-педагогической науки. Члены научной школы защитили 2 докторские диссертации. Под руководством члена научной школы профессора П. О. Омаровой защищено три кандидатские диссертации.
Научная школа работает по следующим научно-исследовательским темам:
- Социализация детей с ограниченными возможностями здоровья.
- Психолого-педагогические основы социальной реабилитации и интеграции лиц с аномалиями развития.
- Гендерные аспекты обучения и воспитания детей и подростков с ограниченными возможностями здоровья.
- Психолого-педагогическое сопровождение семьи ребёнка с отклонениями в развитии.
- Специальное и инклюзивное образование в современных условиях.
- Патриотическое воспитание граждан Российской Федерации в современных условиях.

## Научные труды
Автор более 300 научных публикаций и 5 авторских свидетельств на интеллектуальные продукты («Методика преподавания прав ребёнка», «Теория и практика психотехнических игр», «Педагогика и психология игры слепого и слабовидящего ребёнка», «Воспитание детей в духе патриотизма и дружбы народов», «Роль семьи в социализации детей с ограниченными возможностями развития»)
Наиболее известные публикации:
- Маллаев Д.М., Гасанова Д. И. Психолого-педагогическое сопровождение детей-сирот. — Махачкала: Юпитер, 2002. — 104 с. — 1000 экз.
- Маллаев Д. М. Игры для слепых и слабовидящих. — Москва: Советский спорт, 2003. — 132 с.
- Маллаев Д. М. Психология и педагогика игры слепого и слабовидящего ребенка. — Москва: СМУР «Academa», 2008. — 324 с. — 1000 экз.
- Маллаев Д. М., Омарова П. О., Магомедова А. Н. Роль семьи в социализации детей с ограниченными возможностями здоровья. — Москва: СМУР «Academa», 2008. — 180 с. — 1000 экз.
- Маллаев Д. М., Омарова П. О., Гасанова З. З. Воспитание детей в духе патриотизма и дружбы народов в семье. — Москва: СМУР «Academa», 2008. — 144 с. — 1000 экз.
- Маллаев Д. М., Омарова П. О., Гасанова З. З. Я, ты, он, она — вместе целая страна! Методическое пособие для родителей по патриотическому воспитанию детей. — Москва: Спутник+, 2008. — 20 с. — 1000 экз.
- Маллаев Д. М., Омарова П. О., Бажукова О. А. Я, ты, он, она — вместе целая страна! Методическое пособие для родителей по патриотическому воспитанию детей. — Санкт-Петербург: Речь, 2009. — 160 с. — 1000 экз. — ISBN 978-5-9268-0782-4.
- Маллаев Д. М., Омарова П. О., Валиева П. В. Социализация детей со стойкой школьной дезадаптацией младшего школьного возраста. — Санкт-Петербург: Речь, 2010. — 160 с. — 500 экз. — ISBN 978-5-9268-1026-1.
- Маллаев Д. М., Омарова П. О., Гаджиева Д. П. Гендерная тифлопсихология детей дошкольного и младшего школьного возраста. — Санкт-Петербург: Речь, 2013. — 128 с. — 1000 экз. — ISBN 978-5-9064-1401-4.
- Маллаев Д. М., Гасанова Д. И. Теория и практика психотехнических игр. — Москва: ВЛАДОС, 2013. — 152 с. — 5000 экз. — ISBN 978-5-691-01929-6.

## Общественная деятельность и признание
С 2001 года руководит «Лабораторией гуманной педагогики» в Республике Дагестан.
В 2005 году «Международным общественным жюри гуманной педагогики» Джафар Михайлович награждён золотым знаком «Сердце и Лебедь» и ему присвоено звание «Рыцарь гуманной педагогики».
С 2005 года — Президент Общероссийского центра Гуманной педагогики, вице-президент Международного центра Гуманной педагогики.
За книгу «Методика преподавания прав ребёнка» (авторское свидетельство № 73200800025), выполненную по гранту Детского Фонда ООН (ЮНИСЕФ), награждён золотой медалью выставки ВВЦ «Образовательная среда — 2008». Монография «Воспитание детей в духе патриотизма и дружбы народов в семье» стала победителем конкурса Министерства по делам молодёжи Республики Дагестан и Министерства по национальной политике, информации и внешним связям Республики Дагестан «За создание книг патриотической направленности».
В 2008 году награждён Высшей Национальной Наградой общественного признания в области образования Орденом имени «А. С. Макаренко». В этом же году награждён Дипломом участника Энциклопедии «Выдающиеся деятели России» в области образования, науки и техники.
Руководитель Дагестанского регионального отделения Всероссийского педагогического собрания.
Член Российского психологического общества
Член Научно-консультативного совета Российской академии образования и Российского психологического общества.
В 2017—2018 годах — руководитель гранта «Северо-Кавказский ресурсный центр инклюзивного образования „Созвездие“», поддержанного Фондом президентских грантов.

## Критика
По данным вольного сетевого сообщества «Диссернет», являлся научным руководителем нескольких кандидатских диссертаций, которые содержат масштабные заимствования, не оформленные как цитаты.